# Katastrofa lotu Azerbaijan Airlines 56
Katastrofa lotu Azerbaijan Airlines 56 – katastrofa lotnicza, do której doszło 5 grudnia 1995 roku w Nachiczewanie, w Azerbejdżanie. Tupolew Tu-134, należący do linii Azerbaijan Airlines rozbił się kilka minut po stracie, w wyniku czego śmierć poniosły 52 osoby (50 pasażerów i 2 członków załogi), a 30 osób zostało rannych.
Katastrofie uległ Tupolew Tu-134 (nr. rej. 4K-65703), który został wyprodukowany w 1980 roku. Maszyna wykonywała loty dla radzieckiego Ministerstwa Lotnictwa Cywilnego. We wrześniu 1993 roku, samolot nabyły linie lotnicze Azerbaijan Airlines.  Swój ostatni przegląd techniczny maszyna odbyła na tydzień przed katastrofą. Feralnego dnia kapitanem samolotu był Eduard Gasanow, a drugim pilotem był Siergiej Quliyev.
Samolot wystartował z Nachiczewanu o godzinie 17:52. Gdy Tupolew znajdował się na wysokości 60 metrów, komputer pokładowy poinformował o awarii lewego silnika. Maszyna gwałtownie przechyliła się na lewą stronę. Piloci wyrównali lot i kontynuowali wznoszenie do wysokości 197 metrów. W tym samym czasie lewy silnik stanął w płomieniach. Kapitan uznał, że nie da rady zawrócić na lotnisko i postanowił awaryjnie lądować na polu, co było utrudnione przez panujące ciemności. Samolot ominął blok mieszkalny i runął tuż za nim na pole, po którym zaczął sunąć. Tupolew zatrzymał się dopiero po uderzeniu w betonową konstrukcję. Katastrofa wydarzyła się 2 minuty po starcie, 3,5 kilometra od końca pasa startowego. Katastrofa spowodowała śmierć 52 osób – 50 pasażerów, drugiego pilota oraz stewardesy.
Przyczyną katastrofy była awaria lewego silnika.